# Allanah Rhodes
Pour les articles homonymes, voir Allanah et Rhodes.
Allanah Rhodes est une actrice américaine née en 1981.

## Biographie
Allanah Rhodes a joué principalement dans des films fantastiques et des films érotiques lesbiens.

## Filmographie
- 2000 : Erotic Witch Project 2: Book of Seduction : la patiente dans le coma
- 2002 : K-Sex: Lesbians from a Different Planet : la strip-teaseuse
- 2002 : Vampire Obsession : une victime
- 2002 : Erotic Survivor 2 : Allanah
- 2003 : The Lord of the G-Strings: The Femaleship of the String : Hymen Torn
- 2004 : The Seduction of Misty Mundae : la petite amie d'Inga
- 2005 : New York Wildcats : la femme du bondage
- 2006 : Bound Beauties
- 2006 : Babes in Bondage
- 2007 : Bondage Lovers